# Маска Тутанхамона
Маска Тутанхамона — золота маска фараона вісімнадцятої династії Стародавнього Єгипту Тутанхамона (керував державою 1332—1323 р до н. е.). Маска була знайдена під час археологічних розкопок Говардом Картером у 1925 році у гробниці KV62 у Долині Царів, зберігається у Каїрському музеї старожитностей. Золота маска Тутанхамона — один з найвідоміших творів мистецтва у світі.
Юний фараон зображений в образі Осіріса, з головним убором Немес. Маска вагою 10,23 кг викувана з двох листів золота, з інкрустацією з блакитного скла і лазуриту, а очі виготовлені з напівпрозорого кварцу. На масці присутній напис ієрогліфічним письмом — стародавнє закляття з Книги мертвих. Маска була реставрована працівниками музею у 2015 році, після того, як 2,5 кг заплетена борода відпала.
За словами єгиптолога Ніколаса Рівза, маска «не лише квінтесенція зображення з гробниці Тутанхамона, це можливо найбільш відомий об'єкт Стародавнього Єгипту взагалі».Дослідження маски дозволяє припустити, що маска спочатку могла бути зроблена для цариці Нефернеферуатон. Її королівське ім'я «Анххеперура» було знайдене на частково стертому картуші всередині маски.

## Історія знахідки
Поховальна маска Тутанхамона була знайдена у Фіванському некрополі у Долині царів у 1922 році і відкрита у 1923. Знадобилось ще два роки щоб співробітники на чолі з англійським археологом Говардом Картером змогли відкрити важкий саркофаг, в якому зберігалась мумія Тутанхамона. 28 жовтня 1925 вони відкрили внутрішній з трьох домовин і виявили золоту маску. Люди бачили її вперше за 3250 років. Картер зробив запис у своєму щоденнику:
У грудні 1925 року маска була перевезена у Каїрський музей, де вона і лишається сьогодні. Маска доступна для публіки, вона експонується на другому поверсі музею, разом з іншими артефактами з гробниці.

## Опис

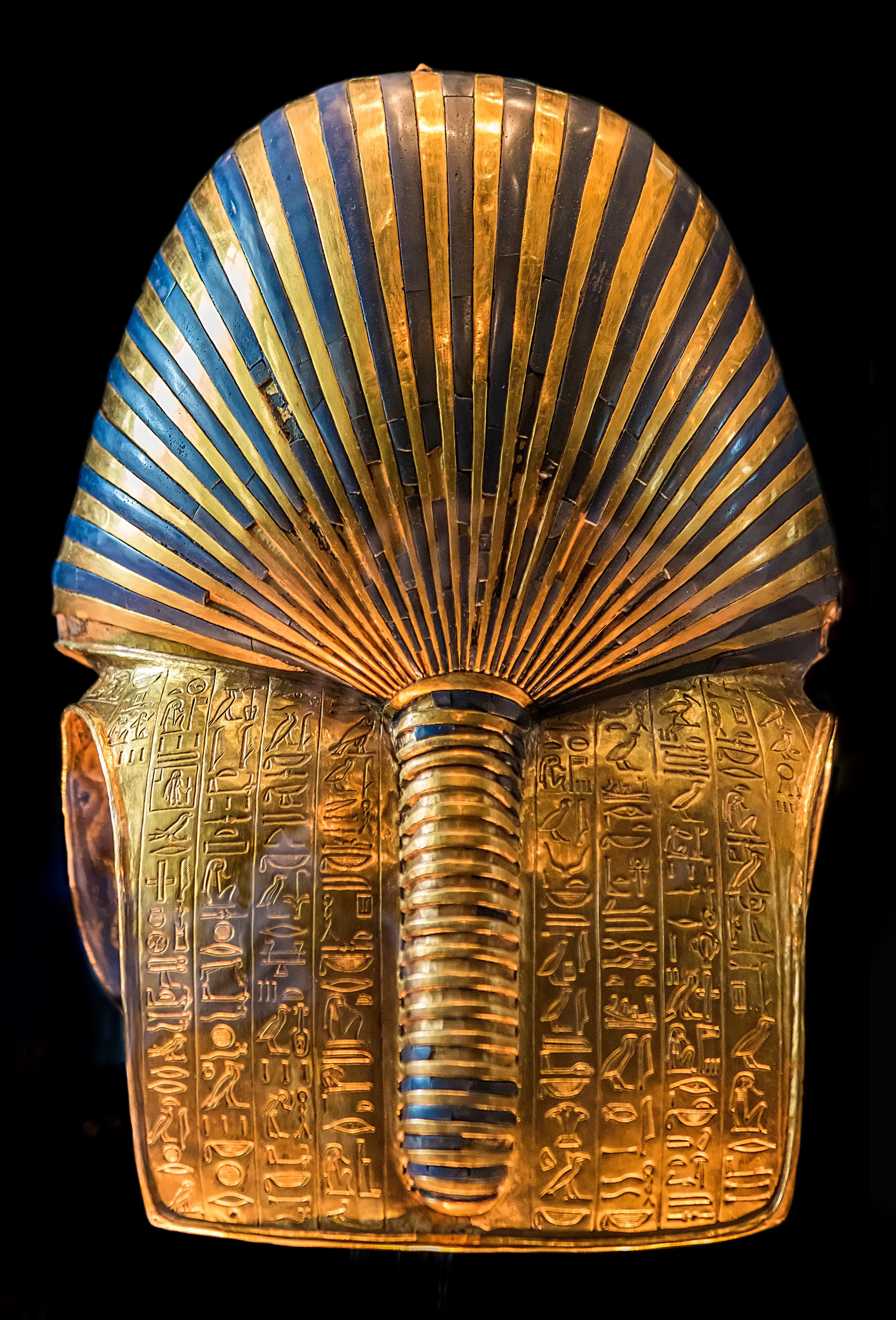
Вигляд ззаду

Розміри маски: 54 х 39.3 х 49 см. Вона зроблена з двох шарів висококаратного золота, товщина шарів різна від 1,5-3 мм. Маска має вагу 10,23 кг. Рентгеноструктурний аналіз показав, що маска складається з двох сплавів золота: легкий 18,4 каратний сплав для обличчя та шиї і 22,5 каратне золото для іншої частини маски.
Обличчя маски — це стандартизоване зображення, яке було знайдене під час розкопок у гробниці і в інших місцях, наприклад у статуй-охоронців похоронної камери. Фараон одягнений у немес — царський головний убір, один із символів влади єгипетських фараонів. Немес прикрашався королівськими атрибутами — коброю (Уаджет) та шулікою (Нехбет), які символізують правління Тутанхамона у Нижньому і Верхньому Єгипті відповідно. Вуха — проколоті, щоб утримувати сережки, ця особливість зберігалась за королевами та дітьми. Маска має інкрустації з кольорового скла і дорогоцінного каміння, у тому числі лазурит (довкола очей і брови), кварц (очі), обсидіан (зіниці), сердолік, польовий шпат, бірюзу, амазонит, фаянс та інші камені (для вкладок широкого коміра).

### Борідка
У 1925 році, коли була знайдена вузька золота борідка вагою 2.5 кг,, інкрустована блакитними лазуритами, які створювали ефект плетіння, почала відпадати від маски, проте, у 1944 року її прикріпили до підборіддя дерев'яним дюбелем.
Під час чергового очищення у серпні 2014 року борідка відпала. Співробітники музею використали епоксидну смолу, щоб виправити ситуацію, проте борідка була розміщена не на первісному місці. Пошкодження були помічені у січні 2015 року, спільна німецько-єгипетська команда встановила борідку на її місце за допомогою бджолиного воску, матеріалу, який використовувався стародавніми єгиптянами.
У 2016 році вісім співробітників Єгипетського музею повинні були судити за нібито ігнорування наукових і професійних методів під час реставрації, що призвело до пошкодження маски. Колишній директор музею і колишній директор з реставрації були серед підозрюваних. Станом на січень 2016, дата суду залишається невідома.

## Галерея

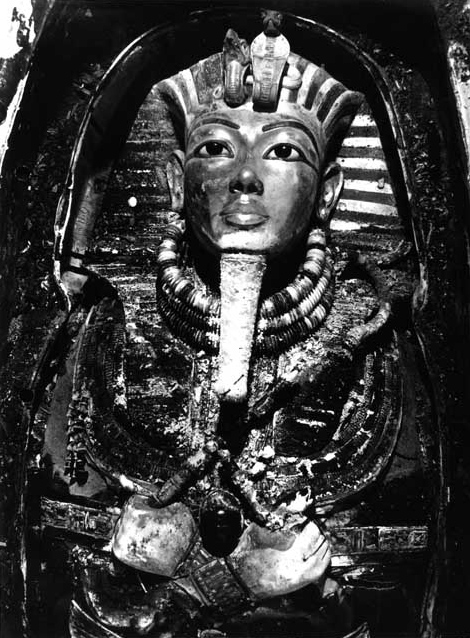
Золота маска in situ, 1925
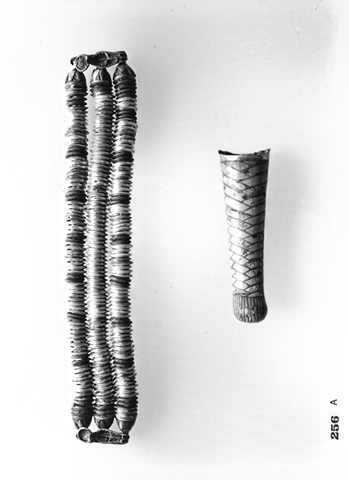
Намисто з бісеру та борідка
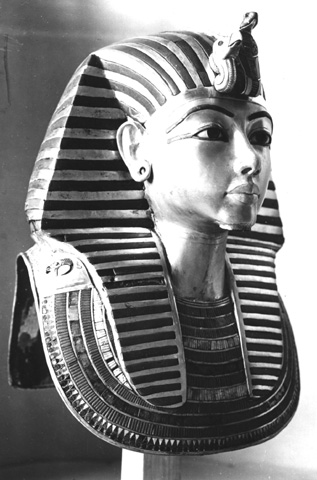
Маска без борідки
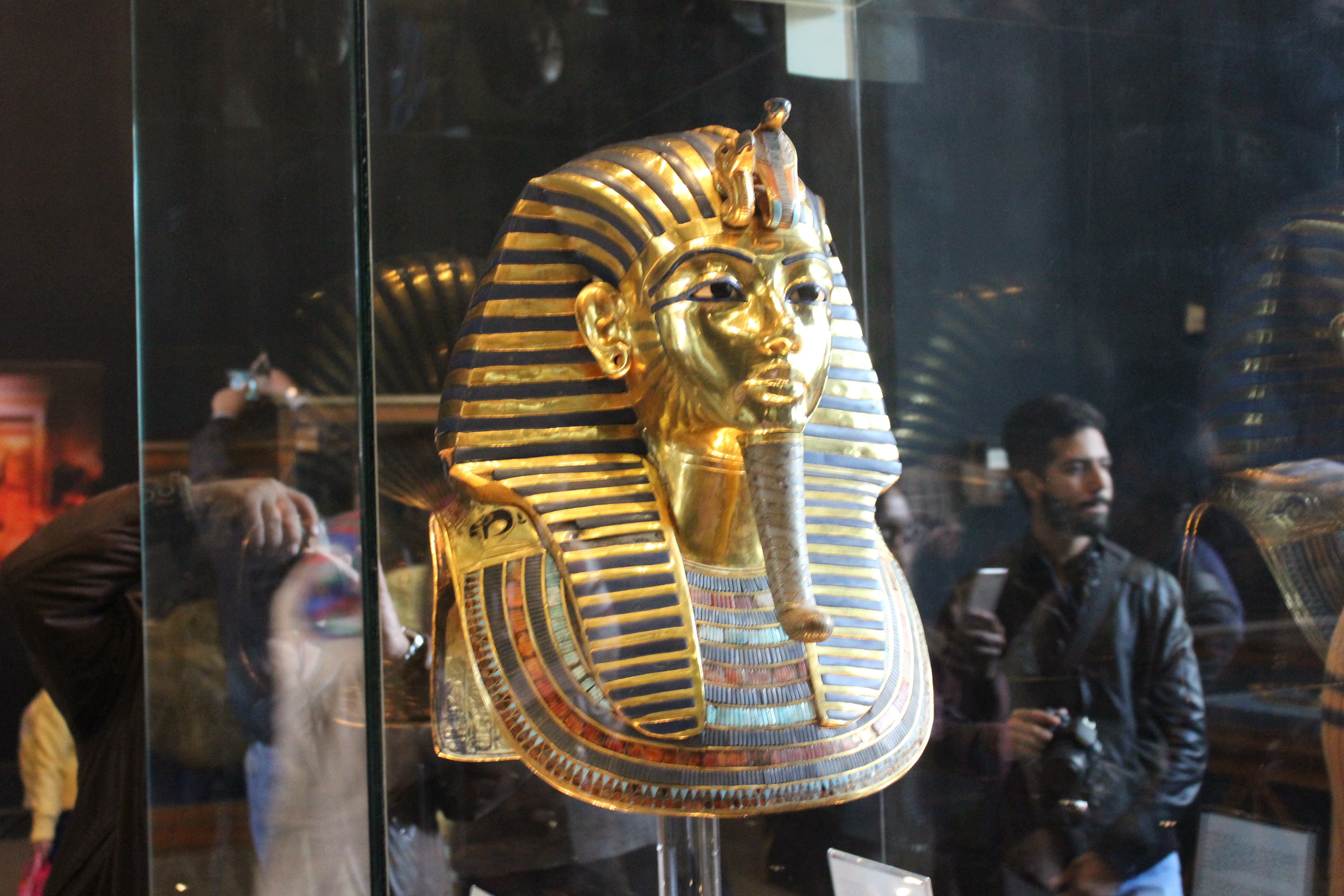
Золота маска, розташована в Єгипетському музеї Каїру